# Oneida Lake
Der Oneida Lake ist ein großer fischreicher See nordöstlich der
Stadt Syracuse im US-Bundesstaat New York.
Mit einer Fläche von 199 km² stellt der Oneida Lake das größte vollständig im Bundesstaat New York gelegene Gewässer dar. Der See liegt auf einer Höhe von 112 m.
Ein Teilstück des Eriekanals verläuft durch den See.
Der See wird durch den Oneida River entwässert, welcher wiederum in den Oswego River mündet, der schließlich dem Ontariosee zufließt.
Der Name leitet sich von dem Irokesen-Stamm der Oneida ab, welcher in diesem Gebiet lebte.
Obwohl der Oneida Lake nicht zu den so genannten Finger Lakes gerechnet wird, wird er gelegentlich als der „Daumen“ bezeichnet.
Der See hat eine Ausdehnung in Ost-West-Richtung von 33 km und in Nord-Süd-Richtung von 8,7 km. Seine durchschnittliche Wassertiefe liegt bei 6,4 m.
Seine Uferlänge umfasst 89 km.
Seine geringe Tiefe führt dazu, dass im Sommer seine Wassertemperaturen höher liegen als die der wesentlich tieferen Finger Lakes, während im Winter der See gefriert und eine dicke Eisdecke aufweist. Diese ermöglicht Freizeitaktivitäten wie Eisfischen und Schneemobilfahren.

## Geologie
Der Oneida Lake ist ein Überbleibsel des Gletschersees Lake Iroquois, eines großen prähistorischen Sees, der entstand, als Gletscher den heutigen Abfluss der Großen Seen – den Sankt-Lorenz-Strom – blockierten.

## Sonstiges
Der Oneida Lacus, ein Methansee auf dem Saturnmond Titan, ist nach dem Oneida Lake benannt.

## State Parks
- Verona Beach State Park